# Ringwall Johannisberg
Der Ringwall Johannisberg ist eine abgegangene Ringwallanlage (Wallburg) bei 605 m ü. NHN auf dem Johannisberg südlich von Freudenberg im Landkreis Amberg-Sulzbach in Bayern.
Von der etwa 15 Hektar großen vorgeschichtlichen Höhensiedlung mit Ringwall sind nur noch Wall- und Grabenreste erhalten. Heute ist der Ringwall als Bodendenkmal D-3-6537-0008 „Vorgeschichtlicher Ringwall, Höhensiedlungen der Spätbronzezeit, der Urnenfelderzeit und der Hallstattzeit“ vom Bayerischen Landesamt für Denkmalpflege erfasst.